# Vstajenje (nagrada)
Vstajenje je književna nagrada, ki je nastala 19. septembra 1962 v Trstu in jo podeljujejo še danes. Namenjena je zamejskim in zdomskim pisateljem, pesnikom in znanstvenikom, saj ustvarjajo v težjih razmerah kot v matični domovini in imajo manjši odziv ter navadno ne dosegajo nobenega drugega javnega priznanja. Nagrado dobi delo, ki temelji na vrednotah zahodnoevropske kulture in krščanstva in je na umetniški višini, znanstveno delo pa na trdnih znanstvenih osnovah. Nagrado dobi delo, ki je izšlo v letu pred podelitvijo. Nagrada je enkratna (isti avtor je ne more prejeti večkrat). Podeljuje se v velikonočnem času, od tod njen naslov. Nagrado podeljuje posebni odbor, ki ga je izvolila Slovenska prosveta iz Trsta. Denar za nagrado poklanja od leta 1973 Zadružna kraška banka Trst Gorica (prej Hranilnica in posojilnica na Opčinah), prvih deset let pa je sam odbor zbiral prispevke za nagrado.

## Komisija
Na pobudo Stanka Janežiča so na prvem sestanku izvolili odbor, ki je skrbel za nagrado in jo podeljeval: predsednik je postal prof. Martin Jevnikar, člani pa so bili ravnatelj Anton Kacin, pisatelj in časnikar Franc Jeza, pisatelj pesnik, profesor v Rimu in duhovnik Rafko Vodeb in pisatelj iz Dunaja Lev Detela. Komisija literarne nagrade je neodvisna od strank in društev, sama se dopolnjuje in skrbi za denar in podelitev nagrade. Leta 1969 je odstopil Lev Detela (zaradi oddaljenosti Dunaja), maja 1971 pa Rafko Vodeb (saj se je vrnil v domovino). Izvoljena sta bila pesnica in pisateljica prof. Zora Tavčar Rebula in skladatelj ter pevovodja Zorko Harej. Aprila 1974 je odstopil Franc Jeza (ni se strinjal s podelitvijo nagrade Ubaldu Vrabcu) in je na njegovo mesto nastopila pesnica Ljubka Šorli Bratuž iz Gorice. Leta 1983 je odstopil Anton Kacin (zaradi starosti) in je bil izvoljen urednik Mladike in kulturni delavec Marij Maver. Po smrti Ljubke Šorli Bratuž leta 1993 je bila izvoljena prof. Diomira Fabjan Bajc. Leta 1999 je od komisije iztopil njen dolgoletni predsednik Martin Jevnikar, pristopili so prof. Robert Petaros, prof. Lojzka Bratuž in prof. Neva Zaghet. Ko je leta 2010 umrl Zorko Harej, je bila na njegovo mesto izvoljena prof. Magda Jevnikar. Leta 2019 je umrla Lojzka Bratuž in leta 2023 je zaradi starosti odstopil prof. Robert Petaros.
Komisijo literarne nagrade vstajenje v letu 2025 sestavljajo prof. Magda Jevnikar, prof. Jadranka Cergol, prof. Adrijan Pahor, novinarka Erika Jazbar, urednica Nadia Roncelli in urednik Marij Maver.

## Seznam prejemnikov za leto
- 1963 – Vinko Beličič za zbirko črtic Nova pesem
- 1964 – Ruda Jurčec za knjigo spominov Luči in sence, I. del
- 1965 – France Dolinar za eseja o Slomšku in Grivcu v Meddobju 1963-65
- 1966 – Karel Mauser za roman Ljudje pod bičem, III. del
- 1967 – Vinko Brumen za knjigo esejev Iskanja
- 1968 – Alojz Rebula za roman V sibilinem vetru
- 1969 – Lev Detela za 7 knjig pesmi in proze
- 1970 – Boris Pahor za potopisni roman Skarabej v srcu
- 1971 – Vladimir Kos za pesmi Ljubezen in smrt. In še nekaj
- 1972 – Milka Hartman za pesmi Lipov cvet
- 1973 – Valentin Polanšek za črtice Velike sanje malega človeka
- 1974 – Ubald Vrabec za Ljudske nabožne in Maša št. 5
- 1975 – Andrej Kobal za spomine Svetovni popotnik pripoveduje
- 1976 – Štefan Tonkli za zbirko Na križpotju cest stojim in za življenjsko delo
- 1977 – Irena Žerjal za zbirko Pobegla zvezda
- 1978 – Zora Piščanc za roman Pastirica Urška
- 1979 – Franc Jeza za fantastične črtice Nevidna meja
- 1980 – Pavle Merkù za Plemiška pisma
- 1981 – Bruna Marija Pertot za črtice Dokler marelice zorijo
- 1982 – Zora Tavčar za spomine Veter v laseh
- 1983 – Ljubka Šorli za zbirko Veseli ringaraja in za življenjsko delo
- 1984 – Saša Martelanc za knjigo črtic Melodija
- 1985 – France Papež za zbirko Dva svetova
- 1986 – Tomaž Simčič za znanstveno knjigo Jakob Ukmar
- 1987 – Franc Sodja za Pisma mrtvemu bratu
- 1988 – Janko Messner za Živela Nemčija. Dnevnik 1938-1941
- 1989 – Zorko Simčič za knjigo Trije muzikantje ali povratek Lepe Vide
- 1990 – Dušan Jelinčič za Zvezdnate noči, opis slov. odprave “Karakorum 86”
- 1991 – Vinko Ošlak za Saj ni bilo nikoli drugače
- 1992 – Igor Škamperle za roman Sneg na zlati veji
- 1993 – Tone Brulc za Vardevanje angelčka
- 1994 – Rafko Dolhar za Od Trente do Zajzere
- 1995 – Jože Velikonja in Rado Lenček za knjigo Who’s Who
- 1996 – Stanko Janežič za pesmi Večerno žarenje
- 1997 – Marko Sosič za roman Balerina, Balerina
- 1998 – Živa Gruden in Milan Grego za knjigo Beneška Slovenija. Fotomonografija / Slavia veneta. Fotomonografia
- 1999 – Milena Šoukal za pesmi Ptice na poletu
- 2000 – Dorica Makuc za zgodovinsko knjigo Sardinci in za življenjsko delo
- 2001 – Miroslav Košuta za pesniško zbirko Pomol v severno morje in za celotni pesniški opus
- 2002 – Jože Blajs za roman Na konici jezika
- 2003 – Evelina Umek za zbirko novel Mandrija in druge zgodbe
- 2004 – Boris Pangerc za pesniško zbirko Odžejališče
- 2005 – Lida Turk za monografijo Zora (o antifašistki Zori Perello)
- 2006 – Aleksij Pregarc za dvojezično pesniško zbirko Žlahtnost-Preziosità in za življenjsko delo
- 2007 – Bojan Pavletič za pričevanjsko prozno delo Devet velikih jokov
- 2008 – Marko Kremžar za pričevanjsko delo Časi tesnobe in upanja ter za življenjsko delo
- 2009 – Lojzka Bratuž za antologijo slovenskih goriških avtorjev Goriška knjiga in za življenjsko delo
- 2010 – Alenka Rebula za knjigo Sto obrazov notranje moči
- 2011 – Marjan Pertot za knjigo Lepa Vida ob Srebrni reki in za življenjsko delo
- 2012 – Ivan Tavčar za pesniško zbirko Odselitev
- 2013 – Viljem Černo za pesniško zbirko Ko pouno noći je sarcé – Ko polno je noči srce
- 2014 – Jurij Paljk za knjigo Kaj sploh počnem tukaj?
- 2015 – Marija Pirjevec za Rebulov zbornik 2 ob avtorjevi devetdesetlenici" in za življenjsko delo
- 2016 – Marija Kostnapfel za zbirko Pesmi
- 2017 – Lučka Peterlin Susič za mladinsko delo Mali gledališki vrtiljak in za življenjsko delo
- 2018 – Marij Čuk za roman Prah
- 2019 – Tone Mizerit za življenjsko delo
- 2020 – Marino Qualizza za knjigo Benečija naš dom in za življenjsko delo
- 2021 – Janez Povše za zbirko Tema in svetloba in za življenjsko delo
- 2022 – Dušan Mukič za leposlovno delo Ljubljana skoz’ moja očala / Ljubljana skaus aukole moje
- 2023 – Majda Artač Sturman za pesniško zbirko Strehe in za njen celotni dosedanji opus
- 2024 – Andrejka Možina za glasbeno-literarni projekt Besede ne ubogajo več[1]